# Jaskinia Ciasna
Jaskinia Ciasna – jaskinia w Dolinie Kościeliskiej w Tatrach Zachodnich. Wejście do niej znajduje się na zachodnim zboczu Wąwozu Kraków, w żlebie koło Kościoła, w pobliżu Jaskini Zakosistej, na wysokości 1269 metrów n.p.m. Długość jaskini wynosi 26 metrów, a jej deniwelacja 1,50 metra.

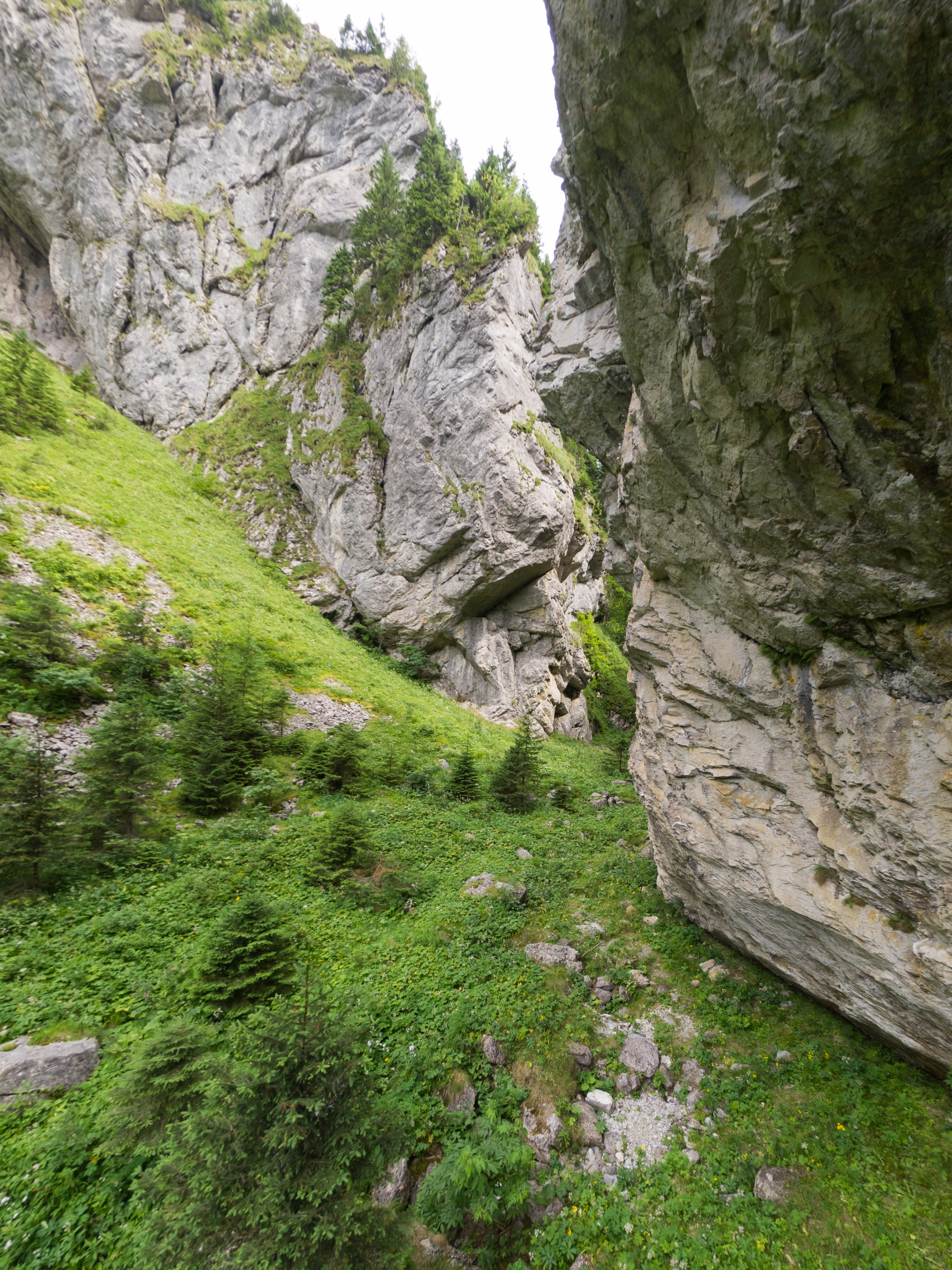
Środkowa część Wąwozu Kraków. Po lewej ściana Kościoła, po prawej ściana Baszty

## Opis jaskini
Cała jaskinia to jeden ciąg, bez bocznych odgałęzień, kończący się namuliskiem. Ma kilkanaście metrów długości i raz idzie w górę a raz w dół. 
7 metrów od otworu jest mały prożek, a na końcu ciągu obejście z niewielką kałużą.
Niewielki otwór wejściowy do jaskini znajduje się w szerokiej niszy.

## Przyroda
W jaskini można znaleźć polewy i ładne nacieki grzybkowe (1 cm wysokości).
Roślinność przy otworze jest uboga. Występują głównie mchy.
Światło sięga do 7 metrów w głąb jaskini.

## Historia odkryć
Jaskinię odkrył Stefan Zwoliński 15 maja 1932 roku.